# Alchemilla turuchanica
Alchemilla turuchanica är en rosväxtart som beskrevs av Sergei Vasilievich Juzepczuk. Alchemilla turuchanica ingår i släktet daggkåpor, och familjen rosväxter. Inga underarter finns listade i Catalogue of Life.